# Déport 75 mm da fortezza
Le diverse versioni del canon de 75 mm Déport utilizzate nelle opere della Linea Maginot derivavano direttamente dal leggendario cannone campale Déport da 75 mm Mle 1897.

## Storia
Il cannone Déport fu scelto dalla Commission d'organisation des régions fortifiées (CORF), che richiedeva un cannone a tiro "extra rapido" ed un obice per il assicurare il fiancheggiamento delle casematte, il tutto tenendo presenti le esigenze di lotta anticarro.
Per quanto riguarda il cannone, la CORF richiedeva un'arma con una gittata di 14 km, con una cadenza di tiro di 40 colpi al minuto, dotata di capacità anticarro; queste richieste si rivelarono presto utopistiche e la commissione rivolse la sua attenzione verso canne ancora allo stadio di prototipo ed al cannone da 75 mm Mle 1922 de Marine.
Come obice, le opzioni furono ristretta ad un cannone da 100 mm di marina, uno da 90 mm ancora allo studio, un cannone Schneider da 105 mm o da 155 mm ed infine un cannone da 75 mm Mle 1897 modificato in obice. Nessuna di queste armi venne inizialmente selezionata, in quanto non rispondenti ai requisiti o perché ancora allo stadio di sviluppo.
All'inizio del 1928, la CORF scelse due armi: 
- il 75 mm di marina come cannone;
- il 100 mm di marina come obice e pezzo anticarro pesante.

Nella riunione del 29 agosto 1928 infine il generale Challéat riuscì a far adottare il cannone Mle 1897, sia come cannone che come obice leggero, con la denominazione matériel de 75 de casemate modèle 1929. La commissione continuò parallelamente a valutare il 100 mm di marina come obice pesante, più avanti sostituito da un obice da 155 mm, ma progressivamente l'idea venne abbandonata.

## Efficacia
Il cannone da 75 mm e le sue munizioni si dimostrarono di grandi qualità; alcune caratteristiche in particolare ne facevano un ottimo cannone da fortezza:
- grande precisione;
- cadenza di tiro molto elevata di 30 colpi al minuto;
- dimensioni modeste, che ne permettevano l'integrazione anche in casematte relativamente anguste;
- carica delle granate perfetta per la difesa delle installazioni, abbastanza potente da bloccare le fanterie nemiche ma non abbastanza da danneggiare le opere stesse[2].

Queste caratteristiche, aggiunte ai vantaggi di una installazione fissa in calcestruzzo (settori di tiro prestabiliti, protezione, sicuro approvvigionamento di munizioni, evacuazione dei bossoli spenti), conferivano ad un blocco d'artiglieria di tre pezzi l'efficacia di una batteria campale di otto cannoni.
Il pezzo da 75 mm divenne quindi l'arma standard della Linea Maginot, dove venne utilizzata in numerose versioni in torretta ed in casamatta.

## Versioni

### Canon de 75 mm modèle 1905

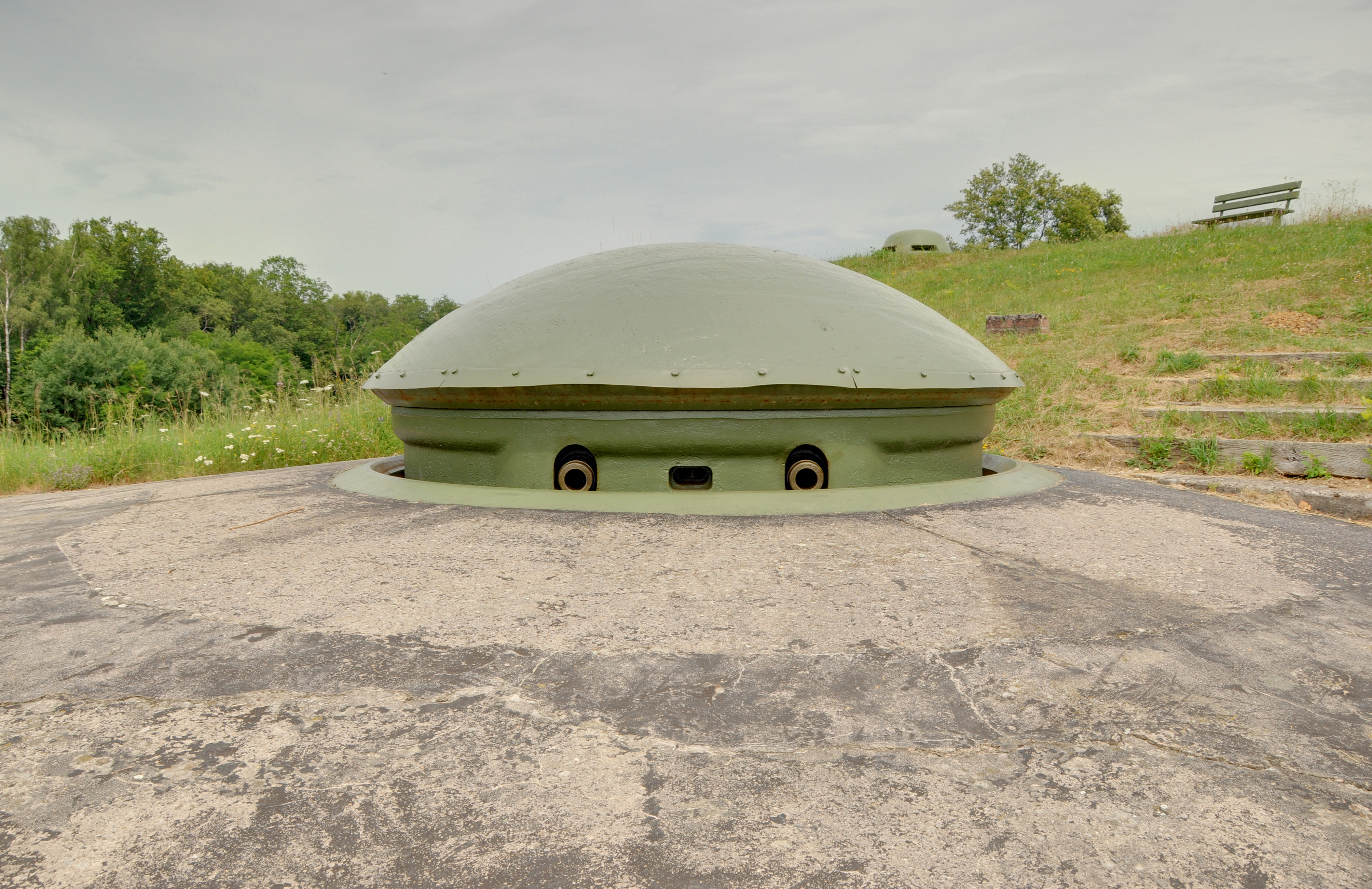
Torretta binata Mle 1905.

Il cannone da 75 mm Mle 1905 fu ordinato per armare negli anni dieci i forti del sistema Séré de Rivières. Su 73 torrette ordinate, 57 entrarono in servizio prima dello scoppio della Grande Guerra; le rimanenti 16 furono installate tra il 1914 ed il 1915. Nel 1912 la torre Nº venne installata nel poligono di tiro di Otchakoff, in Crimea, per prove a fuoco, una torretta di Verdun, che venne recuperata ed installata nell'opera Chesnois. Altre dodici torrette furono installate sulle opere della frontiera ridisegnata dopo la guerra, previa modifica in torretta per due armi miste.
Caratteristiche:
- lunghezza canna: 1,555 m
- elevazione torretta: -5°/+35°
- angolo di tiro torretta: 360°
- gittata: 8.200 m
- cadenza di tiro: 10 colpi/min

### Canon-obusier de 75 mm modèle 1929

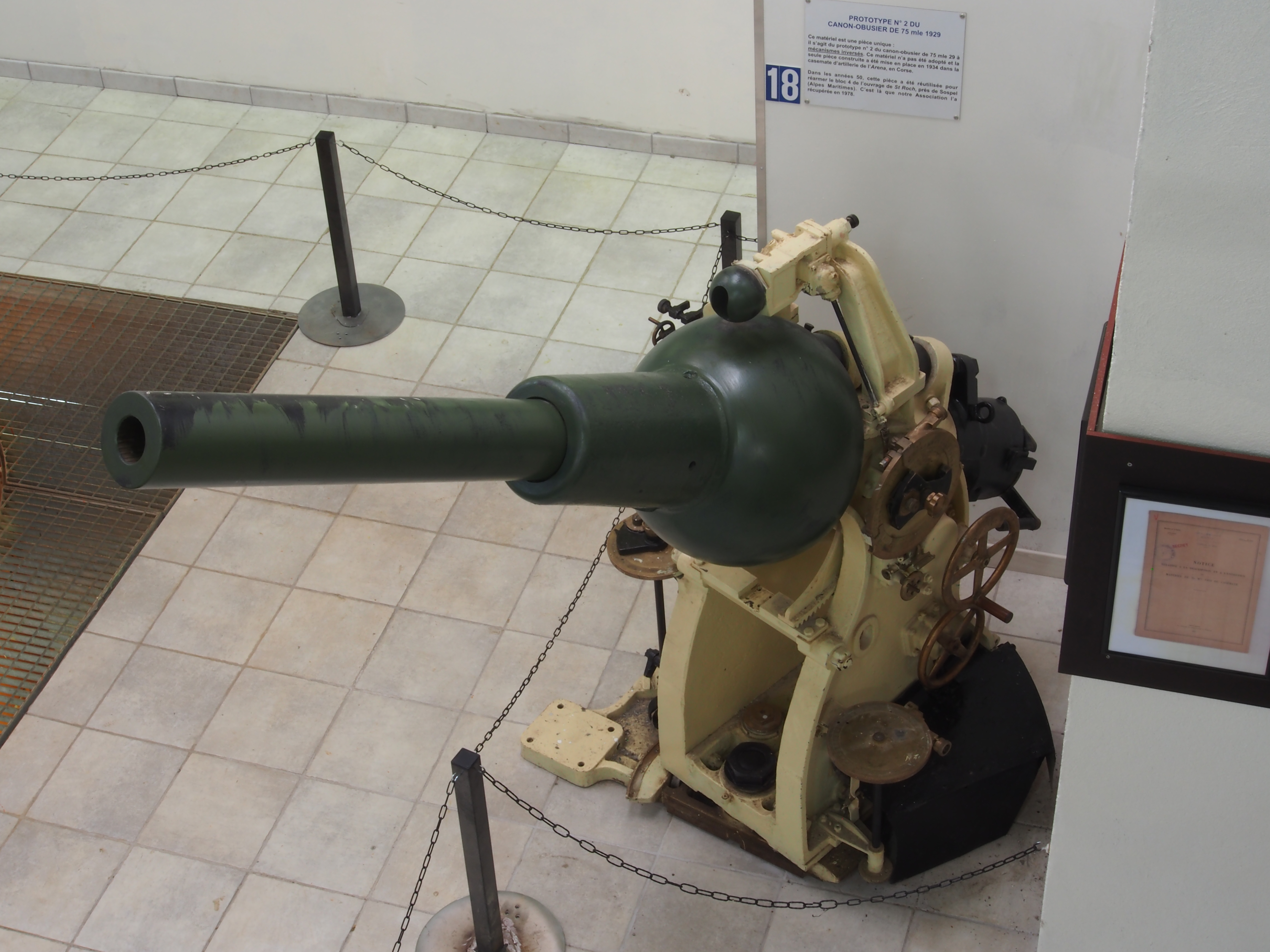
75 mm Mle 1929.

Il cannone da 75 mm Mle 1929 funzionava in modo simile al Mle 1897. Era montato su un affusto molto semplice, che ingaggiava la piastra della feritoia cannoniera con una grossa blindosfera.
L'impostazione dell'affusto faceva sì che la volata del cannone sporgesse per oltre 1,50 m dalla feritoia, risultando quindi relativamente vulnerabile. Questo difetto non era sfuggito alla CORF, ma per ragioni di urgenza il pezzo venne comunque accettato per non ritardare l'armamento dei blocchi. Il pezzo inoltre aveva una gittata di 12.000 m ed una cadenza di 30 colpi al minuto, prestazioni lontane dai 14.000 m e 40 colpi richiesti nelle specifiche iniziali dalla commissione.
Nel 1940 erano operativi 40 pezzi: 14 nel nord-est, 12 sulle Alpi e 4 in Corsica.
Caratteristiche:
- lunghezza canna: 2,791 m
- peso: 2.315 kg
- elevazione: -9°/+40°30'
- angolo di tiro: 45°
- gittata: 12.000 m
- cadenza di tiro: 12-24 colpi/min

### Canon-obusier de 75 mm modèle 1932
Per minimizzare la sporgenza della canna all'esterno dei blocchi, la CORF studiò un nuovo modello di impianto. La canna del 75 mm Mle 1932 fuoriusciva per soli 45 cm dalla cannoniera, che venne modificata con l'installazione di portelli blindati. Questi miglioramenti furono resi possibili dalla riduzione di 30 cm della lunghezza della canna, senza influire sulla balistica, e dallo sviluppo di un nuovo affusto. Questo affusto a cannoniera minima consentiva una maggiore depressione della canna, che però portava tanto in alto la culatta da richiedere una pedana mobile per i serventi.
Nel 1940 erano installati in casamatta 23 di questi cannoni, più due pezzi destinati al blocco 5 dell'opera del Col de Restefond, mai costruita.
Caratteristiche:
- lunghezza canna: 2,420 m
- elevazione casamatta: -9°/+40°30'
- elevazione torretta: -5/+35°
- angolo di tiro casamatta: 45°
- angolo di tiro torretta: 360°
- gittata: 12.000 m
- cadenza di tiro: 30 colpi/min

### Canon-obusier de 75 mm R modèle 1932

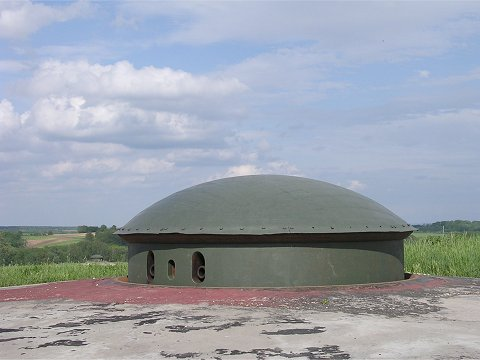
Torretta binata Mle 1932 R.

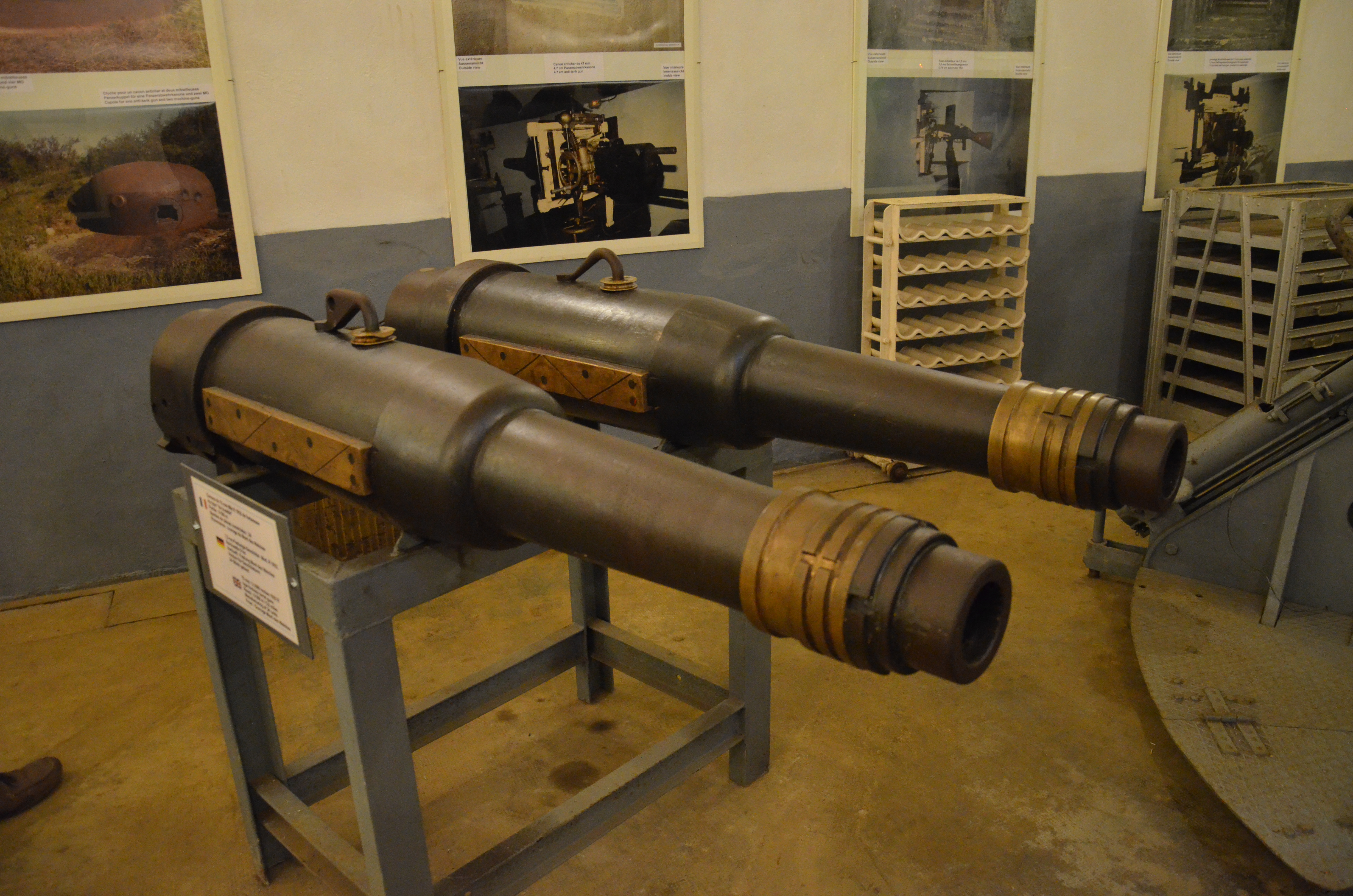
Due cannoni da 75 mm R Mle 1932 provenienti dall'opera di Mont-des-Welches.

Il cannone-obice da 75 mm R Mle 1932 era destinato alla protezione dei fossati anticarro delle opere fortificate. Era costituito dalla vecchia bocca da fuoco Mle 1905, che armava le torrette prima del 1914, installata su un nuovo affusto. La sua gittata era limitata a 6-9.000 m.
Nel 1940 erano operativi:
- in casamatta: nove pezzi, tutti nel nord-est, tre per ognuna delle opere di Hochwald, di Hackenberg e di Billing.
- in torretta: dodici, due per ogni torretta binata.

Caratteristiche:
- lunghezza canna: 1,555 m
- elevazione casamatta: -17°/+34°
- elevazione torretta: -5°/+35°
- angolo di tiro casamatta: 45°
- angolo di tiro torretta: 360°
- gittata: 9.200 m
- cadenza di tiro: 12-24 colpi/min

### Canon-obusier de 75 mm modèle 1933

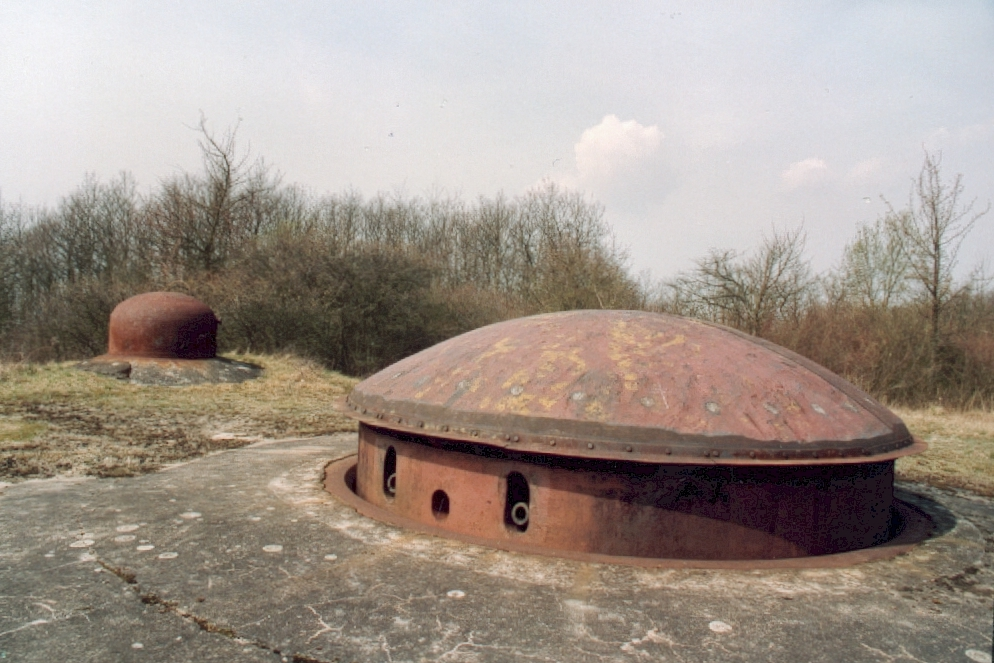
Torretta Mle 1933.

Questo pezzo era destinato ad equipaggiare le casematte frontali sulle Alpi, risultando l'installazione in torrette troppo costosa. L'obice-cannone da 75 mm Mle 1933 aveva la stessa canna del Mle 1932, ma incavalcata su un affusto differente, che permetteva al pezzo di brandeggiare da una cannoniera molto ristretta; per questo il pezzo fu denominato matériel de casemate en terrain rocheux.
Nel 1940 risultavano in servizio:
- in casamatta: otto pezzi. Questi furono tutti smantellati dal Regio Esercito durante l'occupazione italiana della Francia meridionale e furono probabilmente distrutti nei bombardamenti dell'arsenale di La Spezia[10].
- in torretta: 21 pezzi, dei quali 16 nel nord-est e 5 nel sud-est.

Caratteristiche:
- lunghezza canna: 2,420 m
- elevazione casamatta: -9°/+40°30'
- elevazione torretta: -2°/+40°
- angolo di tiro casamatta: 45°
- angolo di tiro torretta: 360°
- gittata: 11.900 m
- cadenza di tiro: 12-24 colpi/min

### Mortier de 75 mm modèle 1931

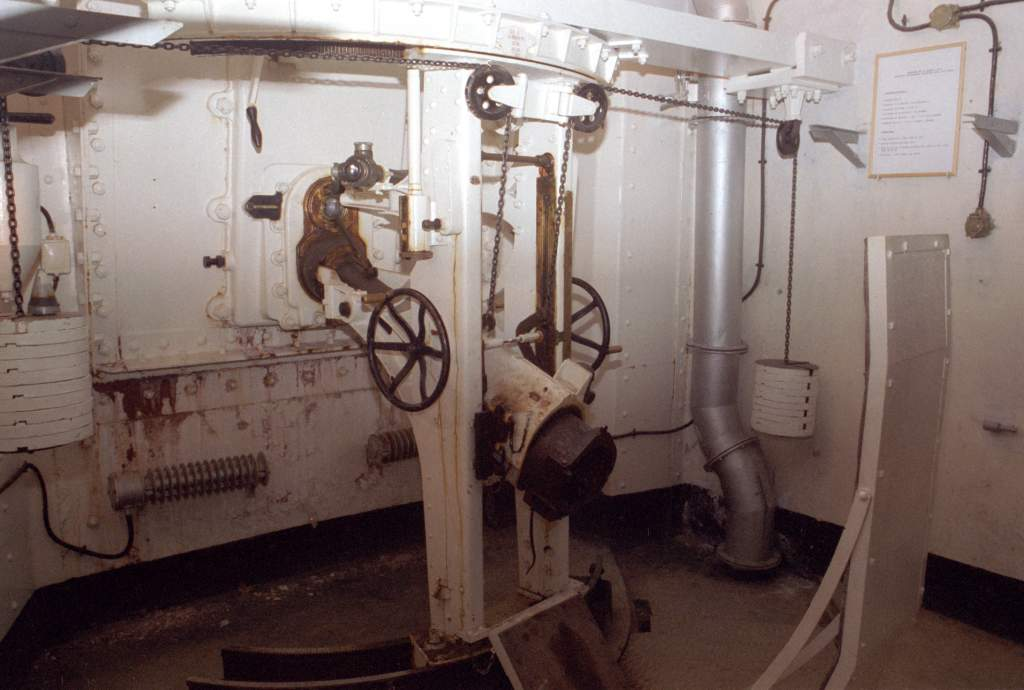
Mortaio da 75 mm Mle 1931 del blocco 2 dell'opera di Saint Ours Haut, sotto settore di Ubaye (Alpi dell'Alta Provenza).

Il mortaio da 75 mm Mle 1931 era un cannone corto specifico per le opere delle Alpi. Esso impiegava granate con bossoli ridotti ed aveva una portata di soli 5.900 m, in quanto doveva battere le zone di tiro non coperte dagli obici-cannoni. La canna era ancora più corta di quella del 75 mm R Mle 1932, con 1,37 m contro 1,55 m, e la volata non sporgeva dalla cannoniera, che poteva così essere chiusa da portelli corazzati.
L'affusto era costituito da due travi metalliche verticali, tra le quali scorreva la culatta del mortaio per regolare l'elevazione. Le due travi scorrevano su due rotaie semicircolari fissate al suolo ed al soffitto, per il puntamento in azimuth.
Nel 1940 erano installati 30 cannoni, dei quali 8 in casematte frontali e 22 in casematte di fiancheggiamento. Il numero comprendeva i cannoni del blocco 5 della piccola opera Restefond ed i due del blocco 2 dell'opera di Monte Grosso, che non furono installati.
Caratteristiche:
- lunghezza canna: 1,37 m
- peso: 1 t
- elevazione: -3°/+35°
- angolo di tiro: 45°
- gittata: 5.900 m
- cadenza di tiro: 12 colpi/min